# La rivolta del Messico (film 1939)
La rivolta del Messico (The Mad Empress) è un film del 1939 scritto, prodotto e diretto da Miguel Contreras Torres.

## Trama
Il film racconta di tre anni di regno di Massimiliano del Messico e la sua lotta contro Benito Juarez fino al crollo mentale di Carlotta, l'imperatrice, alla notizia della condanna a morte del marito e l'impossibilità di trovare aiuto per la sua liberazione.

## Produzione
Il film, girato dal gennaio a fine febbraio 1939 nei Talisman Studios di Los Angeles con i titoli di lavorazione Carlotta the Mad Empress, Maximilian e Juarez and Maximilian, fu prodotto da Miguel Contreras Torres.
Per il sonoro, venne usato il sistema RCA High Fidelity Recording.

## Distribuzione
Il copyright del film, richiesto dalla Vitagraph, Inc., fu registrato il 16 dicembre 1939 con il numero LP9294.
Distribuito dalla Warner Bros., il film uscì negli Stati Uniti lo stesso giorno del dicembre 1939 con il titolo The Mad Empress.